# مرز لسوتو–آفریقای جنوبی
مرز لسوتو و آفریقای جنوبی مرزی به طول ۹۰۹ کیلومتر است که به‌طور کامل کشور لسوتو را احاطه کرده و یک حلقهٔ بسته تشکیل می‌دهد، چرا که لسوتو یک کشور محصور در خشکی است که کاملاً درون قلمرو آفریقای جنوبی قرار دارد. این مرز در مسیر خود از رود کالدون، خط تقسیم آب‌های رشته‌کوه دراکنسبِرگ، رود اورنج، رود ماخالنگ و رشته‌تپه‌هایی که رود ماخالنگ را دوباره به رود کالدون متصل می‌کنند، عبور می‌کند.

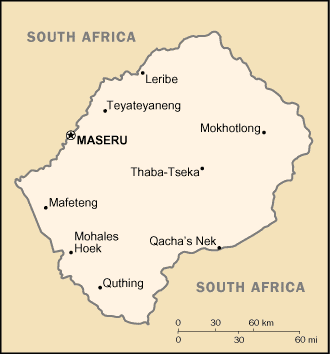
نقشه مرز لسوتو و آفریقای جنوبی

## تاریخچه
نوشتار اصلی: تاریخ لسوتو
مردم باسوتو در دههٔ ۱۸۲۰ میلادی تحت رهبری موشوشو یکم، نخستین رئیس عالی‌رتبه، به شکل‌گیری یک ساختار سیاسی مستقل دست یافتند. در آن دوران، قلمرو باسوتو بخش‌هایی از سرزمینی را در بر می‌گرفت که امروزه به‌عنوان ایالت آزاد (استان) در آفریقای جنوبی شناخته می‌شود. این مناطق در پی مجموعه‌ای از جنگ‌ها با بوئرهای ایالت آزاد اورنج در دهه‌های ۱۸۵۰ و ۱۸۶۰ از دست رفت.
در سال ۱۸۶۸، سرزمین باسوتولند (نام پیشین لسوتو) تحت‌الحمایه بریتانیا شد. این وضعیت به‌استثنای دوره‌ای از سال ۱۸۷۱ تا ۱۸۸۴ که طی آن به مستعمره کیپ ملحق شده بود، تا زمان استقلال در سال ۱۹۶۶ ادامه یافت. در این سال، لسوتو به‌عنوان کشوری مستقل با نظام پادشاهی اعلام موجودیت کرد.
مرز میان باسوتولند و ایالت آزاد اورنج در «کنوانسیون [[عآلیوال شمال»] در سال ۱۸۶۹ تعریف شد. این مرز، به همراه مرزهای باسوتولند با مستعمره کیپ و مستعمره ناتال، در اطلاعیه‌ای از سوی نماینده عالی بریتانیا در آفریقای جنوبی در تاریخ ۱۳ مه ۱۸۷۰، و اصلاحیهٔ شماره ۷۴ مورخ ۶ نوامبر ۱۸۷۱، به‌طور رسمی مشخص گردید.
در آن اطلاعیه، مرزهای «باسوتولند بریتانیا» چنین توصیف شده‌اند:
از محل تلاقی رود کورنت‌سپرویت (نام کنونی: رود ماخالنگ) با رود اورنج آغاز و در امتداد رود کورنت‌سپرویت تا نزدیک‌ترین نقطه به کوه الیفانتس‌بین امتداد می‌یابد؛ از آنجا به‌سوی نقطهٔ جنوبی رشته‌کوه لانگ‌برگ، سپس در امتداد خط‌الرأس آن تا انتهای شمال‌غربی‌اش؛ آنگاه به سوی نقطهٔ شرقی کوه جامربرگ، و در ادامه در امتداد خط‌الرأس آن تا انتهای شمال‌غربی؛ سپس با امتداد همان خط به رود کالدون؛ و از آنجا در مسیر رود کالدون به‌سمت سرچشمه‌های رود اورنج در مونت او سورس؛ سپس به‌سوی غرب در امتداد رشته‌کوه دراکنزبرگ، میان خط تقسیم آب رودخانه‌های اورنج و سنت جانز (که اکنون رود امزیمووبو نامیده می‌شود) تا سرچشمهٔ رود تی‌یس (نام کنونی: رود تله). سپس مسیر رود تی‌یس دنبال می‌شود تا تلاقی آن با رود اورنج، و نهایتاً در مسیر رود اورنج تا محل تلاقی‌اش با رود کورنت‌سپرویت ادامه می‌یابد.
رودهای کورنت‌سپرویت، سنت جانز و تی‌یس امروزه به‌ترتیب با نام‌های رود ماخالنگ، امزیمووبو و تله شناخته می‌شوند. کوه‌های الیفانتس‌بین، لانگ‌برگ و جامربرگ نیز از جمله ارتفاعات اصلی در ناحیه میان رودهای ماخالنگ و کالدون به‌شمار می‌آیند.

## جغرافیا

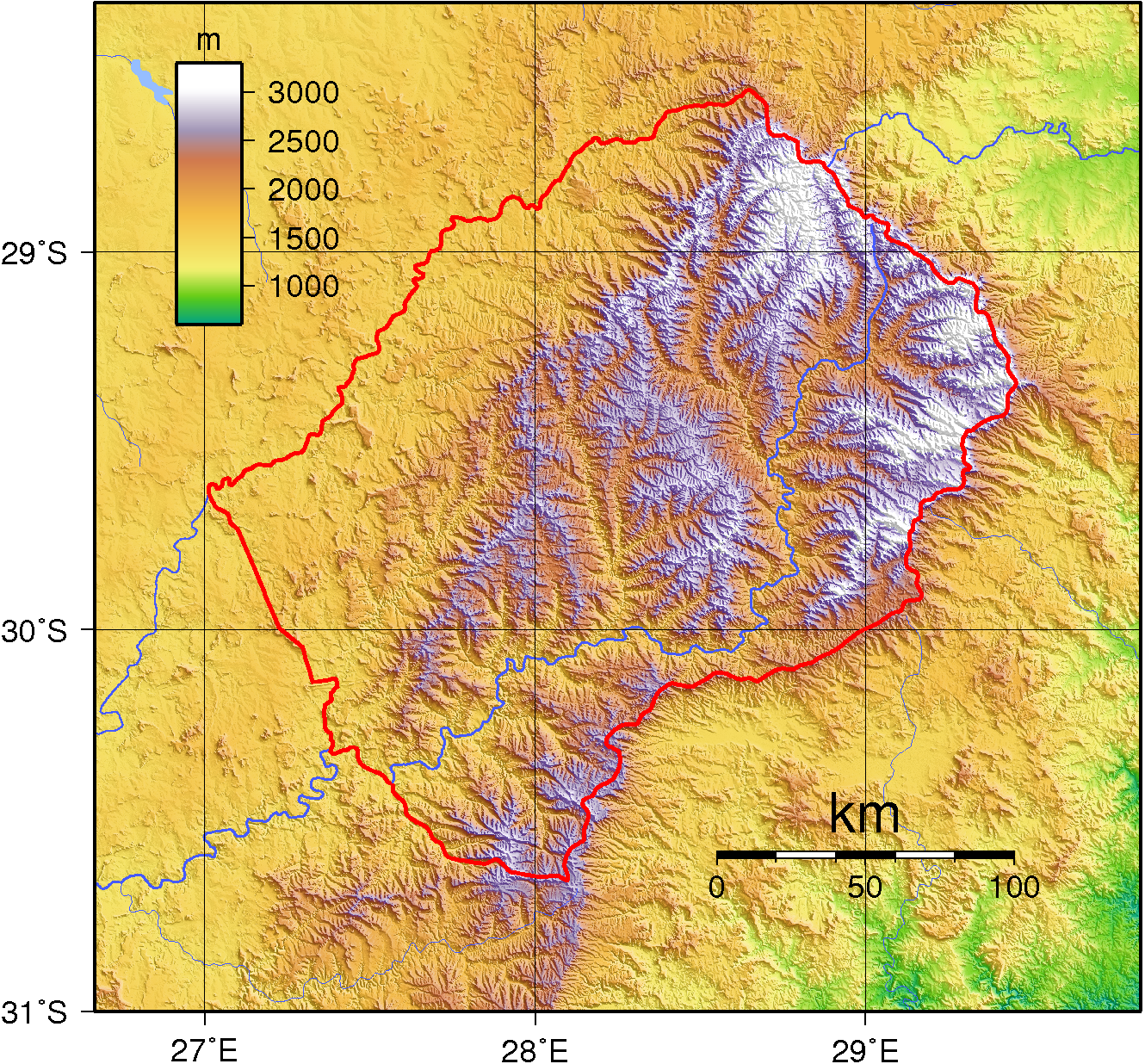
پستی‌بلندی‌های لسوتو

مرز میان لسوتو و آفریقای جنوبی از مونت او سورس آغاز شده و در امتداد خط تقسیم آب میان حوضهٔ آبریز رود اورنج (که به اقیانوس اطلس می‌ریزد) و رودخانه‌هایی که از دراکنزبرگ به سوی اقیانوس هند جریان دارند، ادامه می‌یابد. این مرز تا سرچشمهٔ رود تله در نزدیکی بن مک‌دوی (آفریقای جنوبی) امتداد دارد؛ از آنجا مسیر رود تله را تا محل تلاقی آن با رود اورنج دنبال می‌کند و سپس در امتداد رود اورنج تا محل اتصالش با رود ماخالنگ ادامه می‌یابد.
از محل تلاقی این دو رود، مرز به‌سمت بالادست رود ماخالنگ پیش می‌رود تا نقطه‌ای در غرب موهالس هوک، و سپس با عبور از رشته‌ای از تپه‌ها و قطعات مرزی مستقیم، به رود کالدون در شمال ویپنر می‌رسد. پس از آن، مرز در مسیر رود کالدون امتداد می‌یابد و از نزدیکی پایتخت لسوتو، ماسرو، و شهر فیکس‌برگ در آفریقای جنوبی عبور می‌کند تا به سرچشمهٔ رود کالدون برسد. این سرچشمه با علامتی در گردنهٔ کوانکا نک مشخص شده است. از آن نقطه، مرز بار دیگر در امتداد خط تقسیم آب میان حوضه‌های رود اورنج و رودخانه واله به سوی مونت او سورس بازمی‌گردد.
تمام ده ناحیه لسوتو با این مرز تماس دارند، و در سوی دیگر، سه استان آفریقای جنوبی با این مرز هم‌مرز هستند: ایالت آزاد (استان)، کوازولو-ناتال و کیپ شرقی.

## گذرگاه‌ها

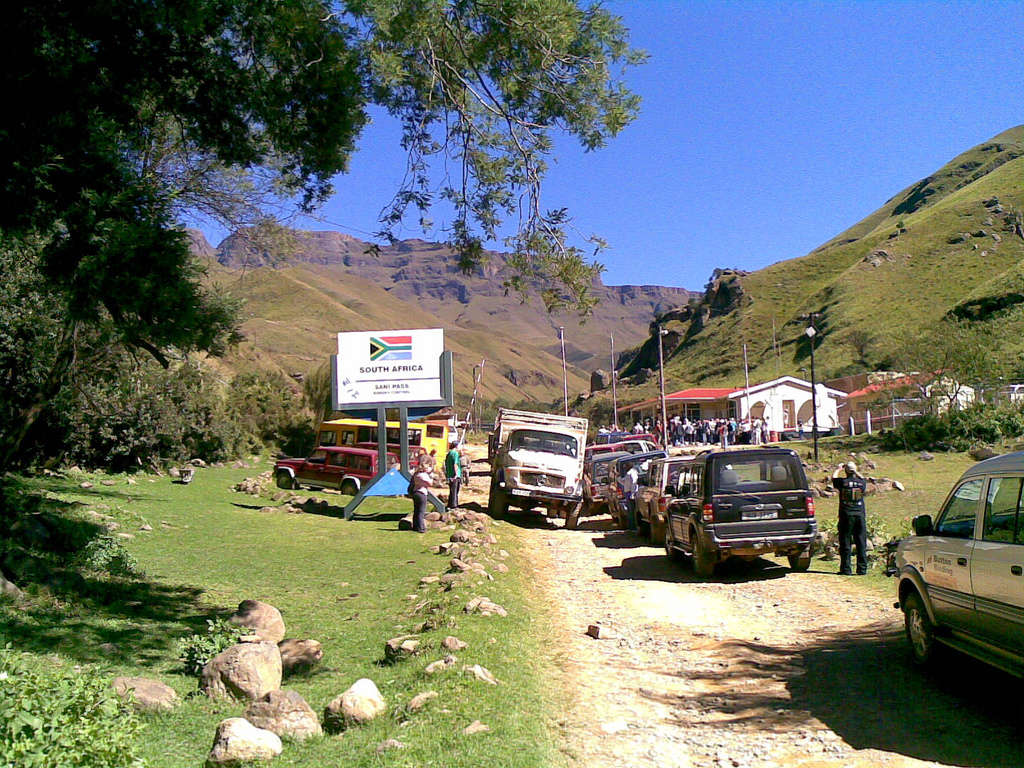
پست مرزی آفریقای جنوبی در گذرگاه سانی

مرز بین لسوتو و آفریقای جنوبی دارای ۱۴ گذرگاه مرزی رسمی است. این گذرگاه‌ها در سراسر مرز پراکنده‌اند و برخی از آن‌ها به‌صورت ۲۴ ساعته فعال‌اند، در حالی که برخی فقط در ساعات مشخصی باز هستند.